# SZD-25 Lis
SZD-25 Lis – polski, jednomiejscowy szybowiec treningowy zaprojektowany w Szybowcowym Zakładzie Doświadczalnym. Przeznaczony do doskonalenia podstawowego pilotażu po przejściu szkolenia na dwusterze. 

## Historia
W 1959 r. Aeroklub PRL zamówił w Szybowcowym Zakładzie Doświadczalnym w Bielsku-Białej nowy szybowiec treningowy, podobny do już używanego SZD-22 Mucha Standard, ale tańszy w budowie i o prostszej konstrukcji. Aby sprostać tym wymaganiom, zespół konstruktorów pod kierunkiem inżyniera Zbigniewa Badury zaprojektował szybowiec, w którym skrzydła pochodziły od SZD-22 Mucha Standard, a kadłub od szybowca SZD-16 Gil. 
Gotowy szybowiec, o znakach rejestracyjnych SP-1621, oznaczony jako SZD-25 Lis oblatano 5 marca 1960 r. Za jego sterami siedział inżynier Stanisław Skrzydlewski. Konstrukcja nie spełniła pokładanych w niej nadziei. Przy minimalnej prędkości szybowiec łatwo wpadał w korkociąg i bez wcześniejszej sygnalizacji ze strony szybowca można było doprowadzić do przeciągnięcia. Dopiero zmiana kąta zwichrzenia skrzydeł (o 4,5°) nieco poprawiła sytuację. Przekonstruowano również obrys usterzenia pionowego poprzez likwidację "płetwy" pod belką ogonową, co zdecydowanie poprawiło właściwości lotne szybowca.
Wśród zalet szybowca wymieniano twardy i wytrzymały kadłub. Inżynier Roman Zatwarnicki przygotował dokumentację techniczną seryjnego szybowca oznaczonego jako SZD-25 Lis-A, w której między innymi zmieniono względem prototypu umiejscowienie dolnego zaczepu, przesuwając go na bok kadłuba, wzmocniono dźwigar skrzydłowy oraz zamocowanie usterzenia wysokości, uszczelniono osłonę kabiny pilota, zwichrzono skrzydła, zmieniono płozę ogonową. Gotowy egzemplarz seryjny, o znakach rejestracyjnych SP-2342, oblatany został przez inżyniera Skrzydlewskiego w dn. 16 sierpnia 1961 r. Konstrukcja nie stanowiła znaczącego postępu względem produkowanych seryjnie innych szybowców przeznaczonych do szkolenia pilotów zarówno pod względem osiągów i właściwości pilotażowych czy eksploatacyjnych. Produkcję seryjną Lisa prowadzono od 1962 r. w Zakładach Sprzętu Lotnictwa Sportowego nr 5 w Krośnie, gdzie zbudowano łącznie 30 egzemplarzy szybowca, z czego 12 egzemplarzy trafiło na eksport.
Prototyp szybowca, oznaczony jako SZD-25Z, posłużył do badań nad spadochronem hamującym, przeznaczonym dla szybowców Zefir-2A i Zefir-3.
Jeden egzemplarz szybowca o numerze SP-2356, eksploatowany wcześniej w Aeroklubie Ziemi Piotrkowskiej, od 1981 roku znajduje się w zbiorach Muzeum Lotnictwa Polskiego w Krakowie.
Egzemplarz o znakach rejestracyjnych SP-3534 został odrestaurowany i jest eksploatowany przez Aeroklub Gliwicki.

## Konstrukcja
Wolnonośny grzbietopłat o konstrukcji mieszanej. 
Metalowy kadłub, mieszczący kabinę pilota, tworzący kratownicową konstrukcję spawaną ze stalowych rurek, za którą umieszczono duraluminiową rurę tworzącą ogon szybowca. Na jej końcu umieszczono usterzenie pokryte płótnem, którym pokryto również boki kratownicy. Jej przód i góra pokryta odejmowanym laminatem. Osłona kabiny otwierana na bok w prawo z możliwością jej odrzucenia. Dwa zaczepy, przedni i boczny oraz hak do startu przy użyciu gumowych lin. 
Ster wysokości z klapką wyważającą. Usterzenie ze statecznikami pokrytymi sklejką, powierzchnie sterowe kryte płótnem. 
Skrzydła drewniane,  jednodźwigarowe, ze skośnym dźwigarkiem pomocniczym. Wyposażone w lotki szczelinowe typu Friese i płytkowe hamulce aerodynamiczne. Na końcach skrzydeł znajdowały się kroplowe zakończenia pełniące rolę płóz ochraniających skrzydło podczas lądowania.
Podwozie jednotorowe składające się z amortyzowanej gumą pianką przedniej płozy, amortyzowanego koła z tyłu kadłuba osadzonego na wahaczu i płozy ogonowej. 